# Hoke Howell
John Hoke Howell Jr. (* 27. August 1929 in Sumner, Georgia, Vereinigte Staaten; † 9. Mai 1997 in Burbank, Kalifornien, Vereinigte Staaten) war ein US-amerikanischer Schauspieler.

## Leben
Howell wuchs in South Carolina auf. 1956 schloss er sein Studium an der American Academy of Dramatic Arts in New York City ab. 1958 begann er am Broadway zu arbeiten. Weitere Absolventen in diesem Jahr waren Eileen Brennan, George Coe und Richard Stahl. Seit 1961 war er in mehr als 130 Film- und vor allem Fernsehproduktionen zu sehen, einige Filme erschienen posthum.
Er war mit Patsy Joann Stewart verheiratet und sie hatten drei Kinder.

## Filmographie
- 1961: Fieber im Blut
- 1961: Haie der Großstadt
- 1965: My Living Doll
- 1964–1965: Jack-Benny-Show
- 1967: Rauchende Colts
- 1967: Teils heiter, teils wolkig
- 1968–1970: Here Come the Brides
- 1971: Columbo: Tödliche Trennung
- 1971: Drei Mädchen und drei Jungen
- 1971: Verliebt in eine Hexe
- 1973: Der Sohn des Mandingo
- 1979: Ein Duke kommt selten allein
- 1980: Das Grauen aus der Tiefe (Humanoids from the Deep)
- 1984: Agentin mit Herz
- 1996: Ein Wink des Himmels
- 1997: Alarm-Profis
- 1997: Mit Köpfchen und Kurven
- 1997: JAG – Im Auftrag der Ehre
- 1998: Alien Species – Die Nacht der Invasion
- 1998: Hilfe, mein Dad ist unsichtbar
- 1998: Stuart Bliss